# Антоніо Урдінаран
Антоніо Урдінаран, на прізвисько «Баск» (ісп. Antonio Urdinarán; 30 жовтня 1898, Монтевідео — 8 червня 1961) — уругвайський футболіст, захисник. Олімпійський чемпіон 1924 року (на турнірі не грав), 3-разовий чемпіон Південної Америки. Старший брат Сантоса Урдінарана, 2-разового Олімпійського чемпіона та чемпіона світу 1930 року.

## Біографія
Антоніо Урдінаран почав грати на високому рівні в футбол у клубі «Дефенсор» (нині — «Дефенсор Спортінг»). У 1916 році Антоніо разом зі збірною Уругваю поїхав на перший в історії чемпіонат Південної Америки з футболу. Він був резервним гравцем, але на третій матч вийшов у стартовому складі. Однак вирішальний матч Аргентина — Уругвай, що почався 17 липня в Буенос-Айресі на стадіоні «Хімнасія і Есгріма», був перерваний уже на п'ятій хвилині і на наступний день в Авельянеді на стадіон «Расінга» Урдінаран на поле в дограванні не з'явився.
Повноцінний дебют у рамках континентальної першості відбувся через рік. Антоніо зіграв один матч проти збірної Чилі в стартовій грі домашнього чемпіонату Південної Америки. Наступні два матчі Урдінаран не грав, але став уже дворазовим чемпіоном континенту. На той момент «Баск» вже грав за «Насьйональ», з яким згодом виграв шість чемпіонатів Уругваю.
Нарешті, в 1920 році Антоніо Урдінаран поїхав на чемпіонат Південної Америки в Чилі вже в статусі основного гравця збірної. Він провів на турнірі усі три матчі. У другій грі проти Бразилії Урдінаран з пенальті на 26-й хвилині забив другий гол збірної Уругваю, однак у другій половині зустрічі був змушений залишити поле через травму. Але навіть вдесятьох «Селесте» зуміла довагати матч до перемоги з переконливим рахунком 6:0. Третій матч уругвайці провели проти чилійців через 16 днів і тому Урдінаран встиг оговтатися від травми і допомогти своїй команді у важкій боротьбі здолати господарів першості 2:1 і тим самим випередити Аргентину і виграти третій чемпіонат континенту з 4 проведених розіграшів.
У 1922 році Антоніо Урдінаран також був основним захисником суперників на турнірі в Бразилії. Це був один з найскандальніших в історії чемпіонатів Кубка Америки з точки зору суддівства. Збірна Уругваю поступилася в останньому матчі Парагваю з рахунком 0:1, і в знак протесту проти несправедливого суддівства бразильського арбітра Педро Сантоса покинула турнір не чекаючи результатів інших матчів, хоча в підсумку могла б претендувати на «золотий» матч проти Бразилії.
17 грудня 1922 року Антоніо Урдінаран провів свій останній матч за збірну Уругваю проти Аргентини.
У 1924 році Антоніо Урдінаран вирішив зав'язати з футболом і переїхав на батьківщину предків в Іспанію. У тому ж році збірна Уругваю поїхала в Париж, щоб взяти участь в Олімпійських іграх. Знаючи про те, що в Мадриді живе Антоніо Урдінаран і маючи в наявності дві вільні вакансії в заявці на турнір, Ернесто Фіголі включив у неї архітектора і колишнього футболіста Леонідаса Чіапарру, що проживав у Парижі (і допомагав уругвайській делегації), а також Антоніо Урдінарана, з яким підтримували постійний телеграфний зв'язок і який міг приїхати в столицю Олімпійських ігор при першій необхідності. Однак його допомога не знадобилася, і Антоніо став Олімпійським чемпіоном 1924 року, перебуваючи вагаь час в Мадриді. Це був формально єдиний турнір, в якому обидва брата Урдінарана одночасно були присутні в заявці збірної Уругваю. Сантос став чемпіоном як гравець основи.
У 1927 році Антоніо Урдінаран відгукнувся на прохання «Насьйоналя» і взяв участь в турне уругвайського клубу по країнах Північної та Центральної Америки.
Антоніо Урдінаран помер 8 червня 1961 року у віці 62 років.

## Титули та досягнення
- Олімпійський чемпіон: 1924
- Чемпіон Південної Америки (3): 1916, 1917, 1920
- Бронзовий призер Чемпіонату Південної Америки: 1922
- Чемпіон Уругваю (6): 1917, 1919, 1920, 1922, 1923, 1924